# Guinayangan
Guinayangan è una municipalità di quarta classe delle Filippine, situata nella Provincia di Quezon, nella regione di Calabarzon.
Guinayangan è formata da 54 baranggay:
- A. Mabini
- Aloneros
- Arbismen
- Bagong Silang
- Balinarin
- Bukal Maligaya
- Cabibihan
- Cabong Norte
- Cabong Sur
- Calimpak
- Capuluan Central
- Capuluan Tulon
- Dancalan Caimawan
- Dancalan Central
- Danlagan Batis
- Danlagan Cabayao
- Danlagan Central
- Danlagan Reserva

- Del Rosario
- Dungawan Central
- Dungawan Paalyunan
- Dungawan Pantay
- Ermita
- Gapas
- Himbubulo Este
- Himbubulo Weste
- Hinabaan
- Ligpit Bantayan
- Lubigan
- Magallanes
- Magsaysay
- Manggagawa
- Manggalang
- Manlayo
- Poblacion
- Salakan

- San Antonio
- San Isidro
- San Jose
- San Lorenzo
- San Luis I
- San Luis II
- San Miguel
- San Pedro I
- San Pedro II
- San Roque
- Santa Cruz
- Santa Maria
- Santa Teresita
- Sintones
- Sisi
- Tikay
- Triumpo
- Villa Hiwasayan